# Blaž Bevk
Blaž Bevk, slovenski rimskokatoliški duhovnik in prevajalec, * 30. januar 1865, Cerkno, † 11. avgust 1929, Čeplez.  
Rodil se je očetu Janezu in materi Marjani (roj. Likar).
Bevk je obiskoval gimnazijo in bogoslovje v Gorici in bil 2. februarja 1889 posvečen v duhovnika. Po posvetitvi je bil kaplan in kurat v raznih krajih goriške škofije. Zaradi živčne bolezni je bil predčasno upokojen; po upokojitvi je dolgo časa živel v Gorici, nato pa odšel v Trst. V samozaložbi je tam od leta 1910 dalje izdal nekaj svojih pesmi in vrsto literarno sicer nepomebnih prevodov, največ iz antičnih klasikov. 